# Kilburn High Road

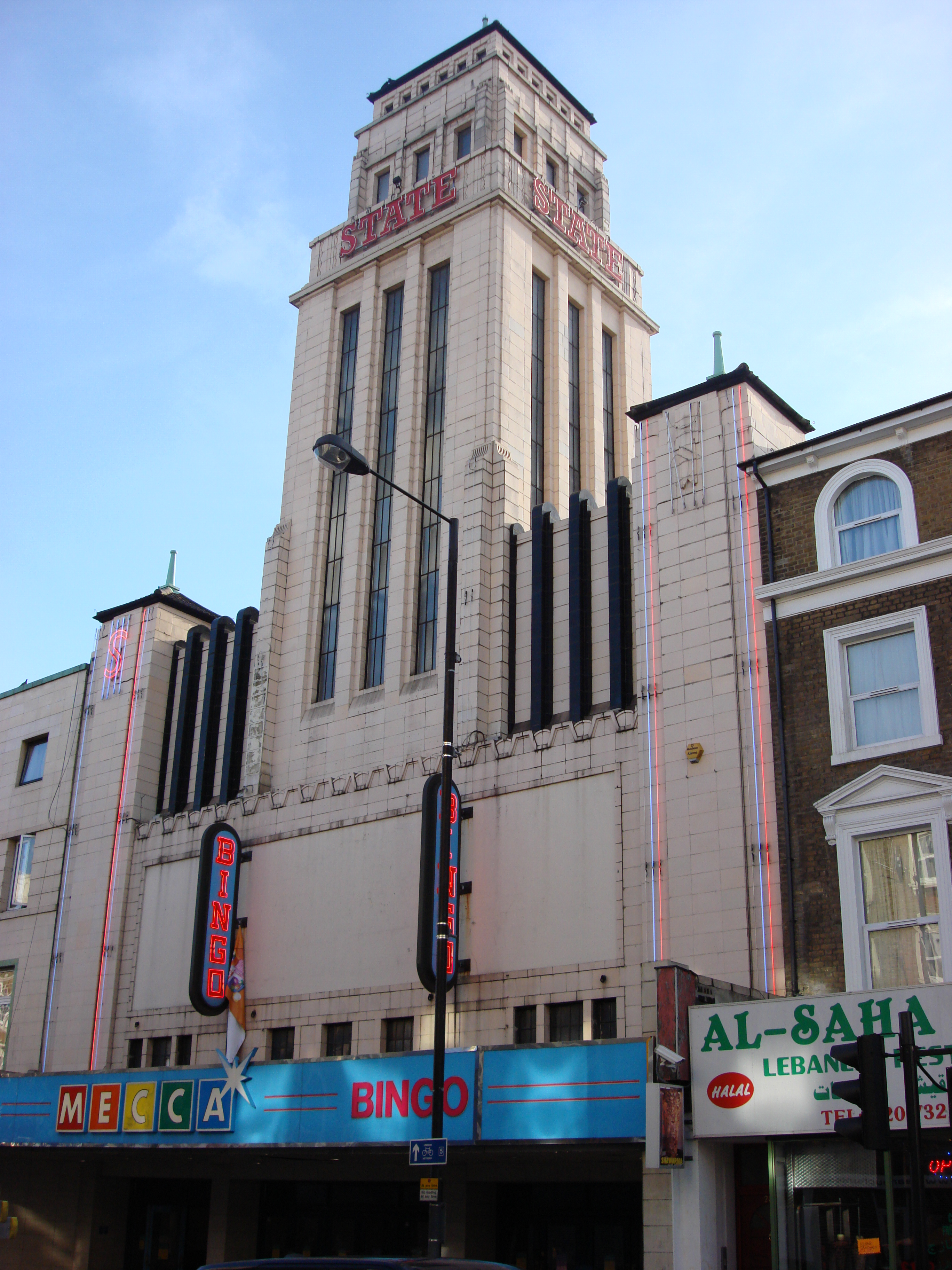
Le Gaumont State Cinema sur Kilburn High Road.

Kilburn High Road est l'axe principal du quartier de Kilburn, dans la ville de Londres.
C'est une ancienne route romaine, autrefois appelée Watling Street. L'avenue forme la frontière entre les districts de Brent à l'ouest et Camden à l'est. Elle forme également une partie de Edgware Road, avenue majeure de la ville, entre Shoot Up Hill et Maida Vale.
L'avenue est bordée de lieux célèbres comme le Gaumont State Cinema ou le Tricycle Theatre. On y trouve également un espace vert, le Kilburn Grange Park, ainsi que plusieurs stations de métro.

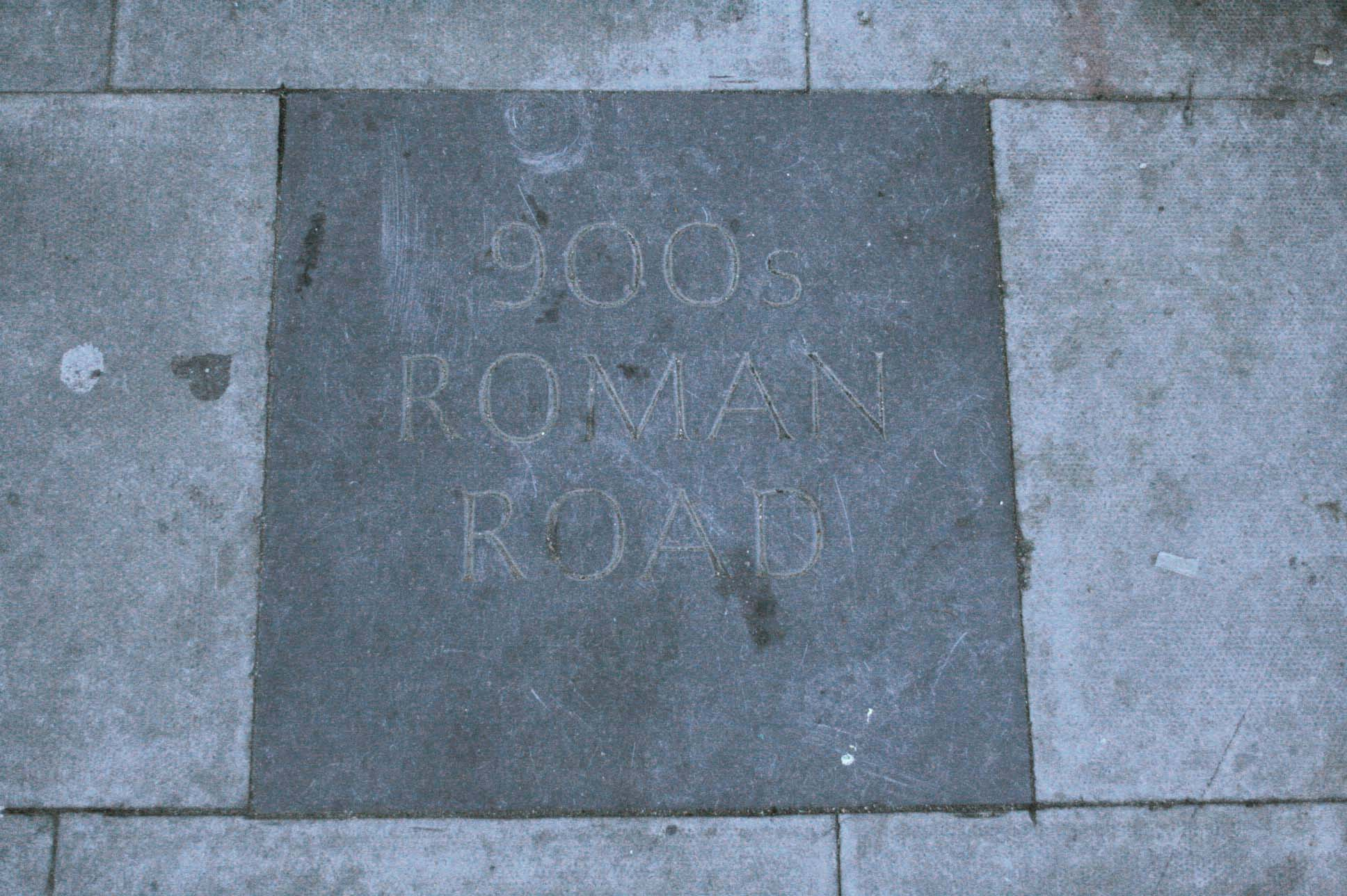
Pavé gravé sur Kilburn High Road, rappelant le tracé de Watling Street.